# Comuna Horodîni, Rojîșce
Horodîni (în ucraineană Городині) este o comună în raionul Rojîșce, regiunea Volînia, Ucraina, formată din satele Horodîni (reședința) și Romaniv.

## Demografie
Componența lingvistică a satului Horodîni
     Ucraineană (98,74%)
     Rusă (1,01%)
     Alte limbi (0,25%)
Conform recensământului din 2001, majoritatea populației satului Horodîni era vorbitoare de ucraineană (98,74%), existând în minoritate și vorbitori de rusă (1,01%).